# 亞洲生產力組織
亞洲生產力組織（英語：Asian Productivity Organization，缩写APO）是一个亚太地区的国际组织，以提高生产力为目的。该组织根据一份1961年签订的政府间协议设立，旨在通過生產力的提升促進亞太地區社會經濟的可持續發展，现有20个成员国家或地区。APO的战略重点有3个，分别是振兴中小企业、促进地区发展、提升创新主导的生产力，以及普及绿色生产力；除此之外，也致力加强各国生产力機構的合作。主要任務也包含培养工业、农业和服务业的组织和人才。亞洲生產力組織和國際勞工組織有著經協議簽署的官方諮商關係。现任秘书长是2019年9月就任的Dr. AKP Mochtan。

## 成立
1959年的第1届亚洲生产力圆桌会议上提出了在亚洲建立生产力组织的设想，亚洲生产力组织于1961年5月11日正式成立。

## 成员国家或地区
加入APO的国家或地区须为联合国亚洲及太平洋经济社会委员会（ESCAP）的成员，APO成员在相互合作精神下共享提高生产力的知识、信息与最佳实践。
- 中華民國（臺灣） 1961
- 印度 1961
- 日本 1961
- 大韓民國 1961
- 尼泊尔 1961
- 巴基斯坦 1961
- 菲律賓 1961
- 泰國 1961

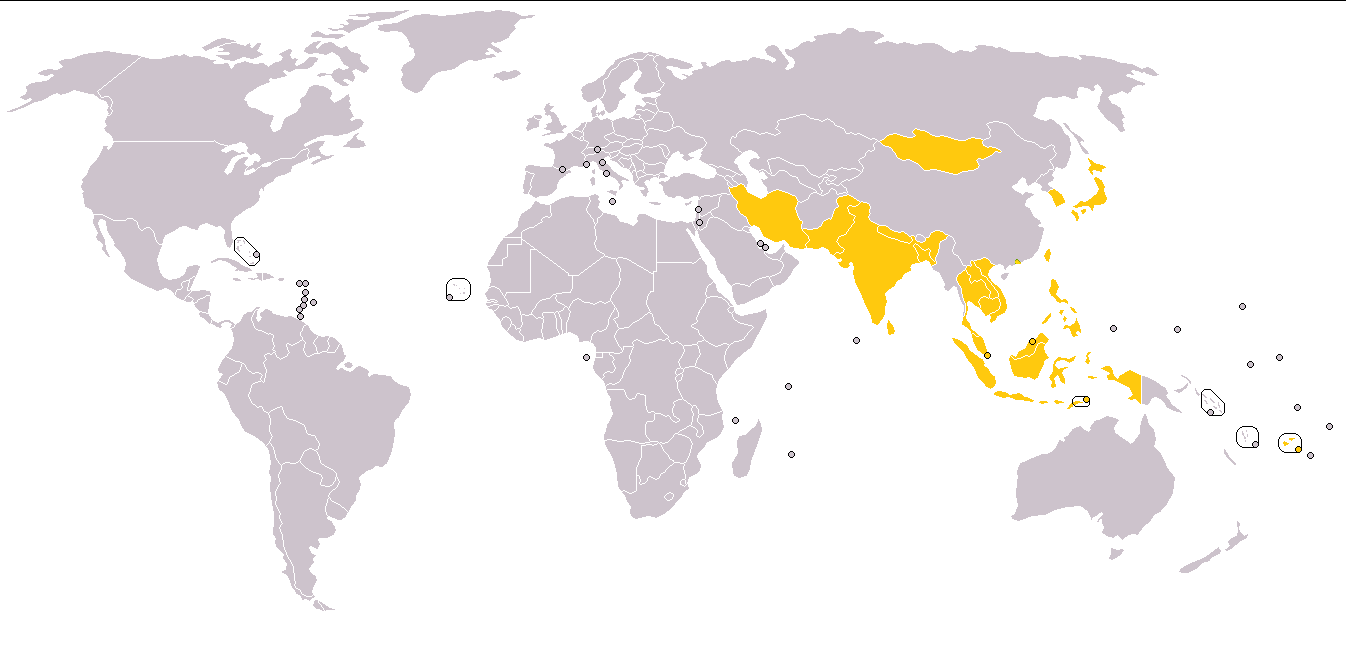
亚洲生产力组织成员国

- 英屬香港 1963 （1997因回歸 中华人民共和国退出）
- 伊朗 1965
- 斯里蘭卡 1966
- 印度尼西亞 1968
- 新加坡 1969
- 1982
- 马来西亚 1983
- 斐济 1984
- 蒙古国 1992
- 越南 1996
- 2002
- 柬埔寨 2004
- 土耳其 2020

## 与其他组织的关系
在工作开展方面，APO与下列国际组织和大学进行过合作：
亚洲开发银行研究所、庆应义塾大学、经济合作与发展组织（OECD）、独立行政法人国际协力机构（JICA）、株式会社国际协力银行、联合国开发计划署、联合国工业发展组织、康奈尔大学、科伦坡计划、世界银行、东南亚国家联盟

## 活动
主要工作为培养工业、农业和服务业的组织和人才。